# Gina (prénom)
Pour les articles homonymes, voir Gina.
Gina est un prénom féminin, forme hypocoristique de prénoms se terminant par -gina tels que Luigina, Regina ou Georgina. Il est notamment porté par l'actrice italienne Gina Lollobrigida, née en 1927, dont le prénom de naissance est Luigia.
La popularité du prénom Gina augmente fortement avec les succès de Gina Lollobrigida dans les années 1950. Il atteint un sommet aux États-Unis au 54e rang des prénoms en 1967, sa popularité décline depuis les années 1970 et tombe sous le 1000e rang en 2009.
N'ayant pas de fête attitrée, le prénom Gina peut être fêté le 1er novembre, jour de la Toussaint. Il est cependant parfois fêté le 30 mai ou le 27 juin en tant que variante du prénom Jeanne.